# Motian Jiao
Motian Jiao (chinesisch 摩天角 ‚Wolkenkratzerspitze‘) ist eine aufragende Landspitze an der Ingrid-Christensen-Küste des ostantarktischen Prinzessin-Elisabeth-Lands. Sie liegt östlich des Daba Shan sowie nordöstlich des Tian Hu auf der Ostseite der Lied Promontory in den Larsemann Hills. Sie ragt in den Nella-Fjord hinein und markiert die westliche Begrenzung der Einfahrt in die Bucht Longyan Xia.
Chinesische Wissenschaftler benannten sie 1992.